# Goniophyto formosensis
Goniophyto formosensis är en tvåvingeart som beskrevs av Townsend 1927. Goniophyto formosensis ingår i släktet Goniophyto och familjen köttflugor.
Artens utbredningsområde är Taiwan. Inga underarter finns listade i Catalogue of Life.